# Cha-La Head-Cha-La
«Cha-La Head-Cha-La» (チャラ・ヘッチャラ Chara Hetchara?) es el primer tema de apertura de la serie japonesa de anime Dragon Ball Z y el decimoquinto sencillo del cantante japonés Hironobu Kageyama. Fue lanzado en vinilo, casete y mini-CD el 1 de mayo de 1989. Se combina con el primer tema de cierre de Dragon Ball Z "Detekoi Tobikiri Zenkai Power!" (でてこいとびきりZENKAIパワー! Detekoi Tobikiri Zenkai Pawā!?) (で て こ い と び き り ZENKAI パ ワ ー! ,   Detekoi Tobikiri Zenkai Pawā!) realizado por Manna. 
La canción fue utilizada para los primeros 199 episodios del anime y las primeras nueve películas. Se ha regrabado en muchos otros idiomas con una versión en inglés realizada por el propio Kageyama que se lanzó en su tercer álbum de grandes éxitos titulado Mixture en 1996. Se vendieron 1.3 millones de copias del sencillo en Japón.

## Desarrollo
Kageyama había estado leyendo el manga de Dragon Ball en Weekly Shōnen Jump durante bastante tiempo cuando le ofrecieron el trabajo para grabar la canción. Dijo que estaba sorprendido cuando surgió la oferta. Kageyama considera que la canción es su mejor trabajo, ya que la gente siempre está feliz cuando la canta.

## Grabación de 2005
En 2005, Kageyama fue llamado para grabar una nueva versión de "Cha-La Head-Cha-La" llamada "Cha-La Head-Cha-La (2005 Ver. )". Esta versión presenta una composición completamente diferente. El lanzamiento se combina con una nueva grabación también de Kageyama de "We Gotta Power" llamada "We Gotta Power (2005 Ver.)". También se lanzó una versión "Self Cover" con Kageyama en portada como exclusiva de iTunes; sin embargo, omite una pista mal etiquetada como "Cha-La Head-Cha-La (2005 ver. Instrumental)", esta versión carece de" mobi [le-re] make version". La grabación de 2005 continuaría sirviendo como tema principal para el lanzamiento japonés del videojuego Super Dragon Ball Z cuatro meses después. Esta versión alcanzaría el máximo 118 en Oricon.

### Listado de pistas
1. Cha-La Head-Cha-La (2005 ver.)
2. We Gotta Power (2005 ver.)
3. Cha-La Head-Cha-La (DJ Dr.Knob Remix)
4. We Gotta Power (Yuki Nakano Remix)
5. Cha-La Head-Cha-La (mobi[le-re]make version)
6. Cha-La Head-Cha-La (2005 ver. Instrumental)
7. We Gotta Power (2005 ver. Instrumental)
8. Go Love Out (2005 ver.  Instrumental)

## Versiones
Desde su lanzamiento, la canción ha sido versionada por muchos artistas. En 2001, Anipara Kids grabó una versión para el álbum Club Ani para presents: Ani para Best & More. En 2004, el álbum recopilatorio Anime Trance 2 presenta una versión de Tora + R-SEQ. La compilación de Anime Speed de 2005 y la compilación de Speed Buyuden de 2006 presentan una versión de Lee Tairon. 
La banda italiana Highlord grabó una versión que aparece como una pista adicional en el lanzamiento japonés de su álbum Instant Madness. La banda de covers de anime Animetal grabó su versión de "Cha-la Head-Cha-la". Apareció por primera vez en Animetal Marathon VII como parte del "Mini-Maratón Jump Into The Fire" al final del disco. La versión de Animetal también aparece en el CD/DVD de conciertos "Decade of Bravehearts" 2006. En 2007, el álbum recopilatorio Zakkuri! Paratech presenta la canción como parte de una megamix interpretada por los 777BOYS. Más tarde se unirían con Pinpon y producirían otra versión para J-Anime! Hyper Techno y Trance. 
La adaptación al anime del manga yonkoma Lucky Star sustituye las canciones temáticas finales convencionales con parodias de famosas canciones de anime, cuyo episodio cinco fue "Cha-La Head-Cha-La", interpretado por el personaje principal, Konata. Esto se hizo a pedido de Aya Hirano, la actriz de voz de Konata, quien se dice que es una gran fan de Kageyama. La canción fue lanzada más tarde como parte del CD de compilaciones de la canción final del programa. En 2008, Black Steel grabaría otra versión en la compilación Hi-Speed Kirakira Jk . La banda de rock visual kei Screw versionó la canción para el álbum V-Rock Anime en 2012. Flow también interpretó la canción de la película de 2013 Dragon Ball Z: Battle of Gods. Fue lanzado como el sencillo "Hero (Kibō no Uta) / Cha-La Head-Cha-La", junto con una canción insertada de la película, el 30 de marzo de 2013. El grupo ídolo Momoiro Clover Z incluyó una versión de la canción en su sencillo " Z no Chikai", que es el tema principal de la película de 2015 Dragon Ball Z: Resurrection 'F'.